# Pere Macias
Pere Macias i Arau (Olot, Gerona, Cataluña; 14 de junio de 1956) es un Ingeniero de Caminos y político español, militante en Convergència Democràtica de Catalunya hasta 2016, ha ocupado diversos cargos en la administración catalana y española. Se le considera un importante tecnócrata catalán en materia de trenes.

## Trayectoria profesional
Nacido en la ciudad de Olot, es doctorado en ingeniería de caminos, canales y puertos. En el año 1977 se afilió al grupo político Convergència i Unió como militante. En 1984, llegó a ser alcalde de Olot, cargo que ostentaría a lo largo de 12 años. Desde 1987 hasta 1994 fue promocionado a vicepresidente de Diputación de Gerona y a partir de ese año mismo año, presidente del mismo órgano hasta 1996, además de ser presidente de la Asociación Catalana de Municipios y Comarcas, en sustitución de Juli Sanclimens, entre los años 1995 y 1996.
Desde 1992 hasta 1995, fue profesor de legislación urbanística en la Universidad Politécnica de Cataluña. El 24 de noviembre de 1995, fue nombrado Diputado en el Parlamento de Cataluña. Un año más tarde, fue Consejero de Medio Ambiente de Generalidad de Cataluña hasta 1997, año en el cual dejó ese cargo para pasar a ser Consejero de Política Territorial y Obras Públicas hasta el 21 de noviembre de 2001. Ese mismo año, se convirtió en el nuevo Secretario General Adjunto de la Federación y un años más tarde, Secretario General Adjunto de Convergència i Unió. El 2 de enero de 2004, fue nombrado por primera vez senador de la cámara alta de las Cortes Generales, y entre 2011 y 2016 fue Diputado por Barcelona.
En el año 2008 fue el número dos de la candidatura de Convergència i Unió al Congreso por la circunscripción de Barcelona, lista encabezada por Josep Antoni Durán i Lleida.
Se fue alejando progresivamente del partido y de sus diversas facciones, PDeCAT y Junts, para centrarse en temas de transporte y movilidad. En 2016, Ada Colau, entonces alcaldesa de Barcelona, lo contrató para que se encargara del proyecto que tiene que acabar con la conexión de los dos tramos del tranvía por la Diagonal.
En 2018, el Ministerio de Fomento lo contrató como responsable máximo de los trabajos para mejorar la red de Rodalies de Cataluña. En noviembre de 2023 la Generalitat de Cataluña le encomienda el cargo de comisionado para gestionar el traspaso de competencias del servicio ferroviario de Rodalies (Cercanías de Cataluña).

## Libros publicados
- El Maresme, les claus de la seva continua transformació
- Del Carnet d’un Alcalde
- La política ferroviària del Govern de Catalunya
- Habitatge: temps de canvis
- Des d’Olot per Catalunya
- Via Ampla, Ment Estreta;Crònica de 150 anys d’aïllament ferroviari 1848-1998

| Predecesor: Arcadi Calzada i Salavedra | Alcalde de Olot 1984 - 1996                                             | Sucesor: Isabel Brussosa Planas           |
| Predecesor: -                          | Vicepresidente de la Diputación de Gerona 1987 - 1994                   | Sucesor: -                                |
| Predecesor: Josep Arnau i Figuerola    | Presidente de la Diputación de Gerona 1994 - 1996                       | Sucesor: Frederic Suñer i Casadevall      |
| Predecesor: Juli Sanclimens            | Presidente de la Asociación Catalana de Municipios y Comarcas 1995-1996 | Sucesor: Josep Grau i Seris               |
| Predecesor: Albert Vilalta i González  | Consejero de Medio Ambiente de la Generalidad de Cataluña 1996 - 1997   | Sucesor: Joan Ignasi Puigdollers i Noblom |
| Predecesor: Artur Mas                  | Consejero de Política Territorial y Obras Públicas 1997-2001            | Sucesor: Felip Puig i Godes               |